# Rickard Rydell

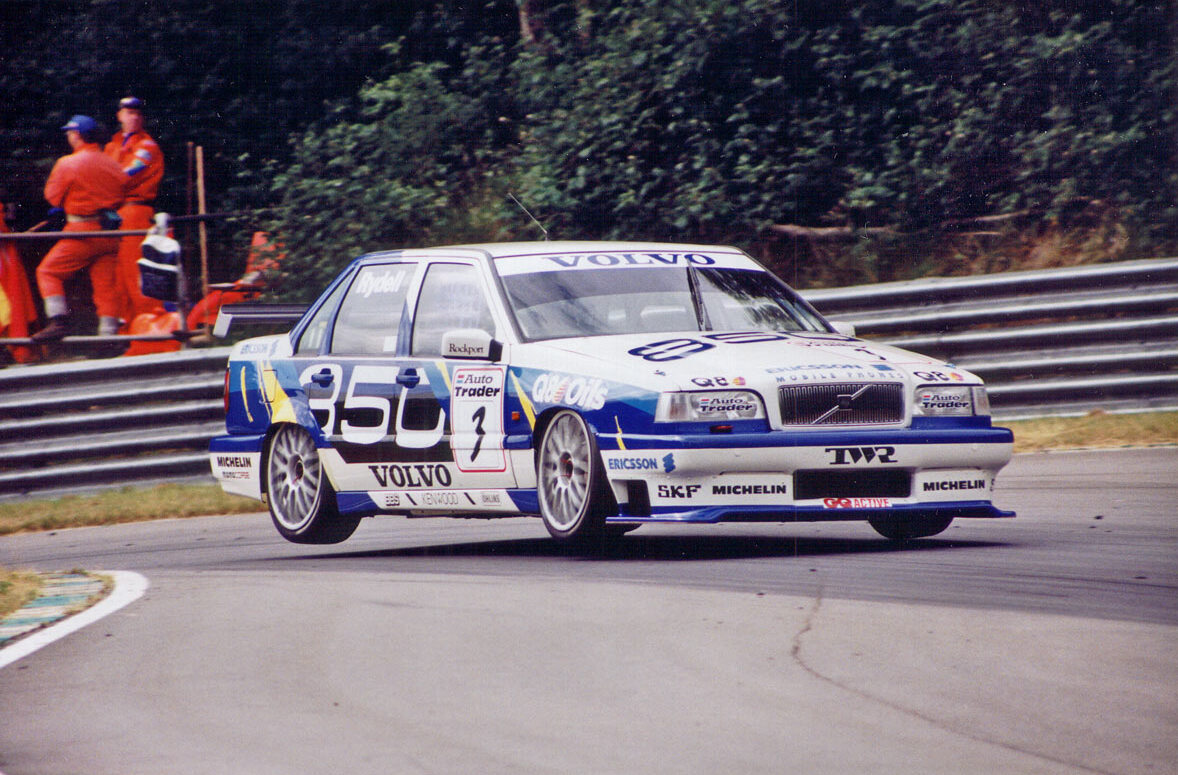
Rydell w Volvo (BTCC w 1996)

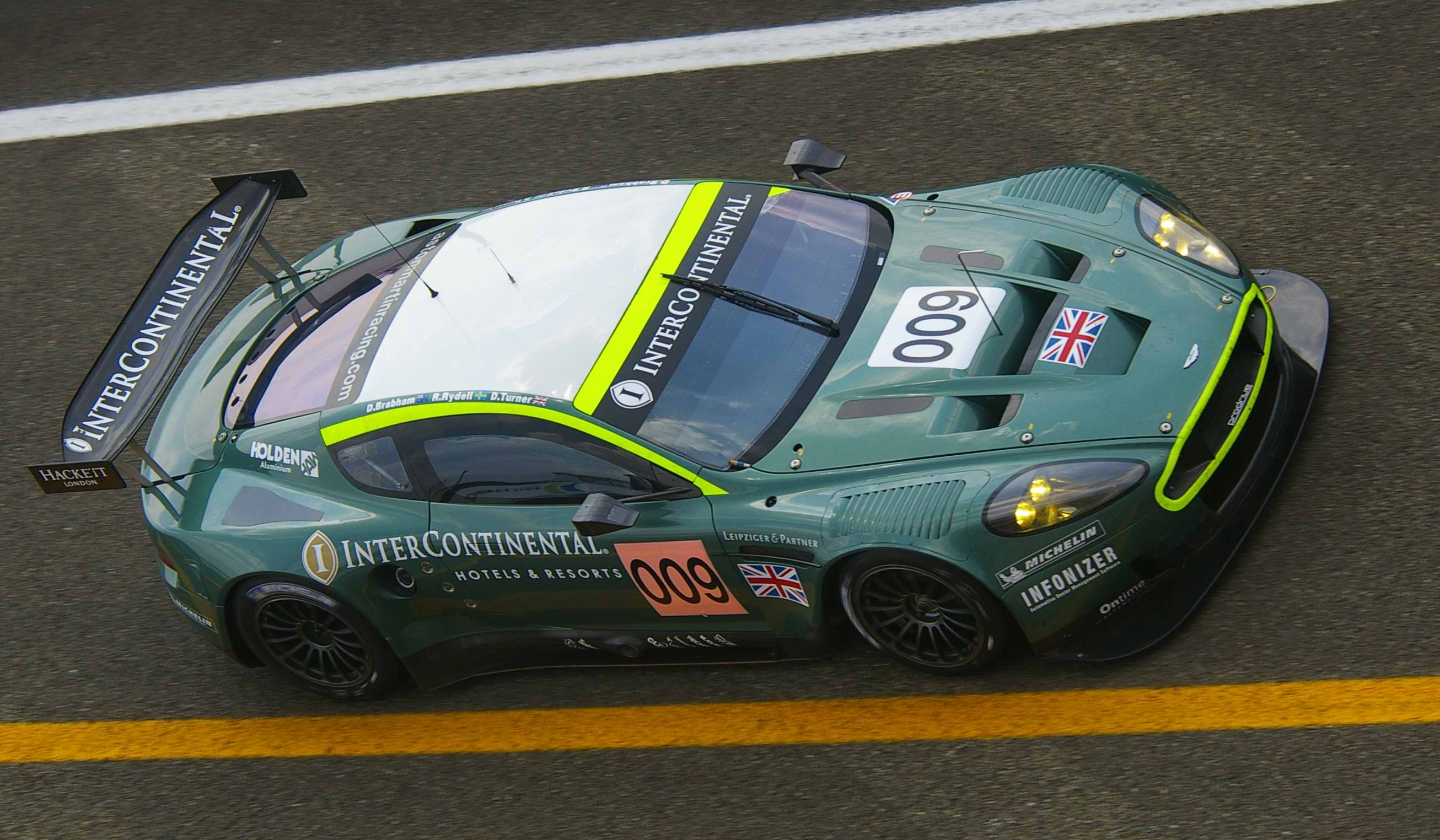
Rydell wygrał 24 godzinny wyścig w Le Mans 2007 w klasie GT1, w teamie Aston Martin DBR9 z Davidem Brabhamem i Darrenem Turnerem

Rickard Rydell (ur. 22 września 1967 w Vallentuna, Sztokholm) – szwedzki kierowca wyścigowy. W 1998 roku wygrał Brytyjskie Mistrzostwa Samochodów Wyścigowych (BTCC), jeździł także w ETCC i World Touring Car Championship.

## Życiorys

### Początki kariery
W początkach lat 90. Rydell ścigał się w Formule 3, gdzie zdobył pole position w GP Makau 1991 i wygrał wyścig w 1992. Brał udział w All-Japan Formula 3 w latach 1992-93, Brytyjskiej Formule 3 w 1989 i 1991, i w szwedzkich F3 series w 1987 i 1988. W roku 1990 ścigał się w Formule 3000. W latach 1984–1985 wygrał Swedish 100cc go kart championship.

### BTCC
Rydell zaczął starty w BTCC w 1994 roku, jeżdżąc w Volvo 850 Estate, gdy normą była jazda sedanem. Team TWR wprowadził sedany w 1995 dzięki czemu Rydell wywalczył pole position w 13 z 24 wyścigów, lecz błędy na starcie spowodowały tylko cztery wygrane, przez co Rydell zakończył sezon na 3 miejscu. To samo powtórzyło się w 1996, 1999 i 2000. Po pięciu latach w Volvo kierowca przeniósł się do Ford (Prodrive) w sezonie 2000.
W 1998, wygrał British Touring Car Championship (BTCC) w samochodzie Volvo, pokonując Anthony'ego Reida w ostatnim wyścigu. Wygrał także 1998 Super Touring Bathurst 1000, dzieląc samochód Volvo S40 z Jimem Richardsem.
Spędził rok 2001 w oczekiwaniu na powstanie Volvo na European Touring Car Championship, jednocześnie jeździł Ferrari 550 Maranello w serii FIA GT Championship dla teamu Prodrive. W 2002 ścigał się jako kierowca fabryczny, w 2003 zaś jako niezależny.
W 2004 roku trafił do Teamu SEATa na European Touring Car Championship (ETCC). W tym samym roku brał także udział w Swedish Touring Car Championship, odnosząc jedno zwycięstwo.

### WTCC

#### 2005
SEAT wraz z Rydellem jeździli w serii WTCC po zastąpieniu przez nią ETCC. W końcowej klasyfikacji kierowca zajął 5 miejsce, z jedną wygraną na koncie (wyścig drugi na torze Silverstone).

#### 2006
W sezonie 2006 Rydell nie odniósł ani jednego zwycięstwa, kończąc zawody na 7 miejscu w klasyfikacji generalnej.

#### 2007
W trakcie sezonu 2007 Rydell stracił miejsce w teamie SEAT, zamiast tego ścigał się w Aston Martin DBR9 teamu Prodrive podczas GT Championship.
Podczas rundy WTCC na Anderstorp w Szwecji, Rydell wrócił do serii jako czwarty kierowca teamu Cheverolet. Wygrał wyścig drugi, dojeżdżając przed Nicolą Larinim i Alainem Menu.
Na ostatni wyścig sezonu 2007 (Makau), Rydell powrócił do SEATa. Team chciał zapewnić sobie mistrzostwo konstruktorów, SEAT miał już bowiem pewne zwycięstwo w klasyfikacji indywidualnej
(Yvan Muller). W pierwszym wyścigu Rydell startował z 14 pozycji, zakończył na 11 miejscu. Mistrz świata, Yvan Muller nie ukończył wyścigu z powodu awarii. Drugi wyścig Rickard skończył na miejscu 6, jednak nawet to miejsce nie zapewniło SEAT'owi mistrzostwa. Klasyfikację konstruktorów wygrał team BMW.

#### 2008
Rydell został resygnowany przez team SEATa na jednego z pięciu podstawowych kierowców na cały sezon 2008. Rickard był 5 w klasyfikacji generalnej, z jedną wygraną na torze Estoril i jedną na Okayama.

#### 2009
Rickard ścigał się dla SEATa, dla którego zwyciężył na Puebla.